# Parque nacional de las Sempre-Vivas

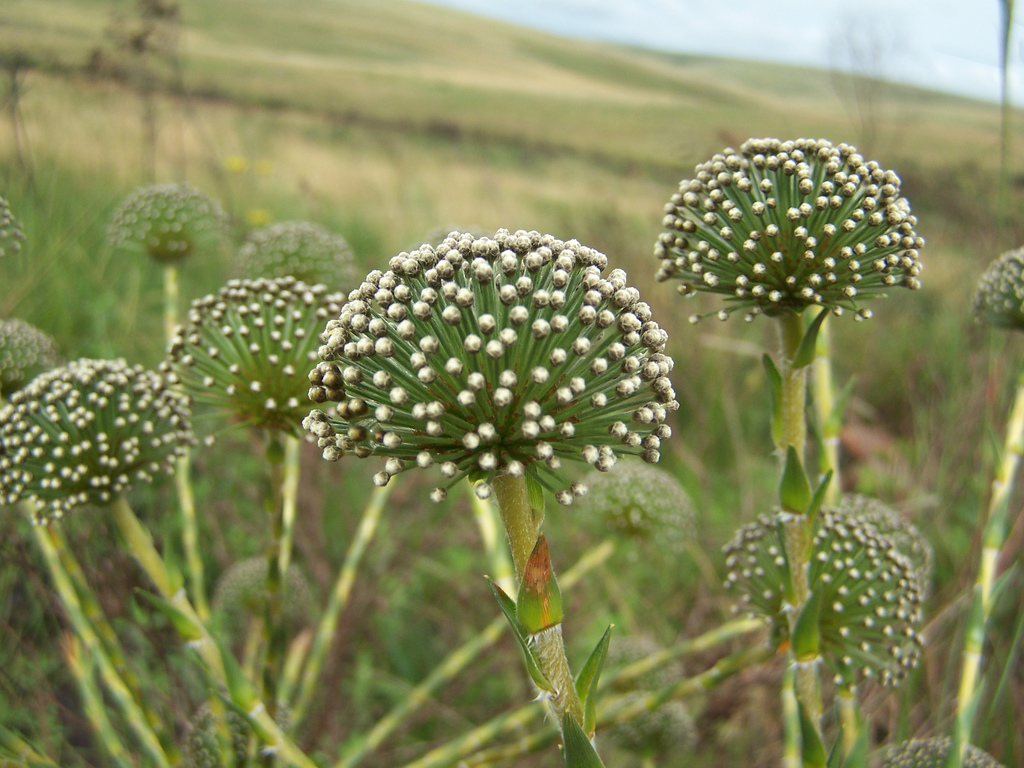
Siemprevivas

El Parque Nacional Sempre Vivas es un parque nacional fundado el 13 de diciembre de 2002 como una reserva en el estado de Minas Gerais en Brasil. Comprende 1.245,55 k²  en la zona de los municipios de Diamantina, Buenópolis, Bocaiúva y Olhos D'Água en los tramos superiores del río Jequitinhonha. Las partes más altas son ricas en el agua en Serra do Espinhaço con cascadas y bosque de galería. En las elevaciones más bajas se encuentra la Mata Atlántica.
El nombre del parque nacional se refiere a la "sempre-vivas" ( Paepalanthus ), flor endémica de Minas Gerais. Muchas familias viven de la recogida de las plantas, que se venden a un precio bajo a los concesionarios en Diamantina. A partir de ahí se exportan con un alto beneficio a Japón. Estas actividades ahora son ilegales, pero (aún) toleradas.